# Listen for the Whisper
Listen for the Whisper è il centoventesimo album in studio del chitarrista statunitense Buckethead, pubblicato il 31 ottobre 2014 dalla Hatboxghost Music.
Si tratta del novantesimo disco appartenente alla serie "Buckethead Pikes".

## Tracce
Musiche di Buckethead.
1. Listen for the Whisper – 14:27
2. Crane – 14:35

## Formazione
- Buckethead – chitarra, basso, programmazione